# BMW・X2
X2（エックスツー）は、ドイツの自動車メーカー・BMWが製造・販売しているSUVである。

## 概要

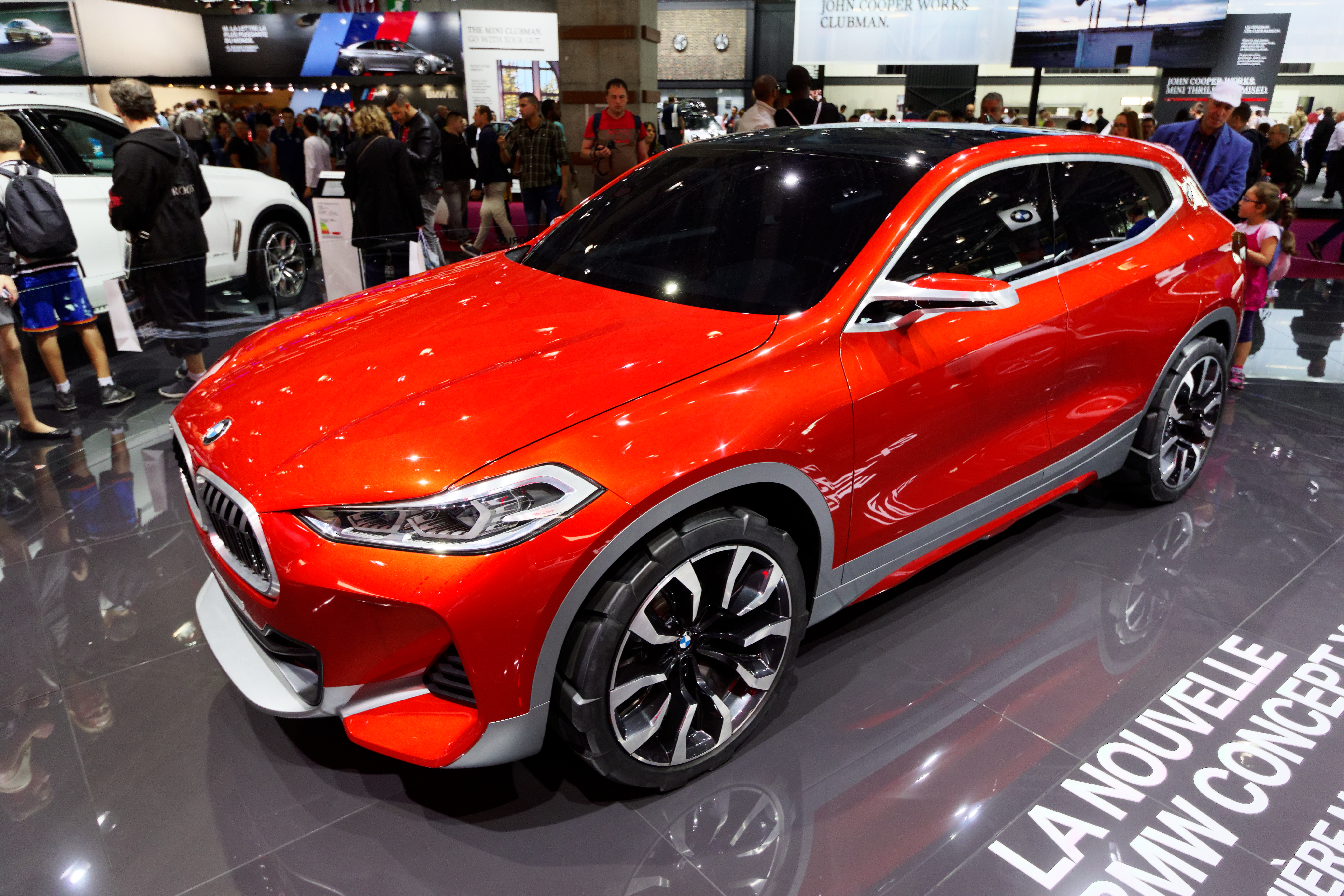
コンセプトX2

BMWのSUV（同社ではSAV「スポーツ・アクティビティ・ビークル」と呼ばれる）シリーズである「Xモデル」の新ジャンル、SAC（スポーツ・アクティビティ・クーペ）に該当するモデルとして、X6、X4に次ぐ3番目のモデルとして登場した。車名の数字「2」が示すように、同社のSACラインアップでは、最小クラス（Cセグメント）に位置する。
2016年9月29日、パリモーターショー2016にて、コンセプトモデルの「BMW・コンセプトX2」が発表された。既存のXモデルとは一線を画す、「UNFOLLOW」（常識や周囲の評価起点ではなく、自分の道はいつも自分で切り開く）という、全く新しいコンセプトからなる、ヘキサゴンをモチーフとしたデザインが採用された。市販モデルは、2018年に登場した。
2023年、2代目（U10）をベースとした、歴代初の電気自動車であるiX2が登場した。

主なライバルとして、メルセデス・ベンツ・GLAやアウディ・Q3スポーツバックなどが挙げられる。

## 初代（F39型、2018年 - 2023年）
2018年1月、北米国際オートショーにて発表された。
姉妹車であるX1（F48）と共通のFF系プラットフォーム「UKL」が採用される。四輪駆動システム「xDrive」は、ステアリングの角度や、ホイールの回転速度などの車両データから、オーバーステアやアンダーステアなどの兆候を察知し、瞬時に前後アクスルへの駆動トルクを可変配分する機能を備える。
キドニー・グリルは、下部の幅を広げた、台形型のデザインを採用しつつ、ルーフ・ラインは、Xモデルらしい強固な印象を残す、やや無骨な形状とした。Cピラーには、伝統のホフマイスター・キンクを組み込んだほか、歴代BMWクーペの名車を彷彿とさせる、BMWブランド・ロゴをあしらった。LEDテールライトには、Xモデル特有のT字形の光源部と、BMWクーペの特徴である、L字形の輪郭が組み合わさった形状が採用されている。リアバンパーとテールゲートは、1枚板状のリア・エプロンに被さるような新デザインを採用し、直径90mmの大型エキゾースト・テールパイプも装備される。ボディサイズは、全幅を1,825mm、全高を1,535mmに抑え、一般的な機械式駐車場にも収まるサイズとした。
インテリアは、ドライバーに向けて、僅かに角度がつけられたセンター・コンソールを備え、全ての重要な操作系が、ドライバーの手の届く範囲に配置される。アクセント・トリム付きの大きなインテリア・トリム・パネルや、アンビエント・ライトにより、高級感を演出した。ダッシュボードには、8インチの高解像度ワイド・コントロール・ディスプレイ、指による文字入力や、地図の拡大／縮小が可能なタッチ・パッド付きiDriveコントローラーを装備する。
パワートレインは、1.5L 直列3気筒DOHCガソリンエンジン「18i」、2.0L 直列4気筒DOHCガソリンエンジン「20i」「M35i」、2.0L 直列4気筒DOHCディーゼルエンジン「18d」「20d」が用意される。ターボチャージャーには、高精度ダイレクト・インジェクション・システム、無段階可変バルブ・コントロール・システムのバルブトロニック、バリアブル・カムシャフト・コントロール・システムのダブルVANOSを組み合わせた。トランスミッションは、6速MTのほかに、7速DCTと8速ATが用意される。
デザイン・ラインには、新たに、オフロード性を強調した「M Sport X」が用意される。フローズン・グレーのアクセントパーツや、イエローのコントラスト・ステッチが施された、マイクロ・ヘキサゴン・ファブリック／アルカンターラ・アンソラジット・コンビネーション・シート、アルミニウム・ヘキサゴン・アンソラジット・インテリア・トリムなどの専用装備が奢られる。加えて、堅めのスプリングとダンパーを組み合わせた、Mスポーツ・サスペンションも装備される。最低地上高は、通常モデルと同一の180mmである。
歩行者検知機能付き「衝突回避・被害軽減ブレーキ」、車線の逸脱をドライバーに警告する「レーン・ディパーチャー・ウォーニング」、衝突の危険性が高まった際に警告を発する「前車接近警告機能」といった先進運転支援システム（ADAS）も充実させた。また、アクティブ・クルーズ・コントロール（ACC）や、ヘッドアップ・ディスプレイといった快適装備も、オプションで用意される。BMW SOSコール、BMWテレサービスからなる「BMWコネクテッド・ドライブ」も装備する。

### 日本での販売
2018年4月16日、発表された。グレードは、1.5L 直列3気筒エンジンを搭載するFFモデル「sDrive18i」、2.0L 直列4気筒エンジンを搭載する4WDモデル「xDrive20i」の2種類がラインアップされる。それぞれに、「Standard」および「M Sport X」のデザイン・ラインが用意される。トランスミッションは、前者が7速DCT、後者が8速ATを組み合わせ、ガソリンモデル・右ハンドルのみの設定となる。
同年5月14日、BMWブランド・フレンドに就任した香取慎吾氏が出演する、X2のスペシャル・コンセプト・ムービー「UNFOLLOW～THE ALL-NEW BMW X2 meets Shingo Katori～」が公開された。
2019年1月28日、クリーン・ディーゼル・モデルの「xDrive18d」および、高性能モデルの「M35i」が追加導入された。前者は、最新のコモンレール・ダイレクト・インジェクション・システムと、可変ジオメトリー・ターボチャージャーを装備する、2.0L 直列4気筒ディーゼルエンジンを搭載し、8速ATを組み合わせる。既存モデルとは異なり、「xDrive」かつ「M Sport X」のみの設定となる。後者は、2.0L 直列4気筒ターボ・エンジンを搭載し、8速スポーツATを組み合わせる。さらに、専用設定が施されたMスポーツ・サスペンション、Mスポーツ・ディファレンシャル、Mスポーツ・ブレーキを採用し、Mパフォーマンス・モデルに相応しいパフォーマンスを発揮する。内外装においても、ヘッドライトやフォグランプ、キドニーグリル、ミラー・キャップに、M Performanceモデル専用のセリウム・グレーを採用するほか、サイド・エアインテークには、シャープな印象を際立たせるブレード・デザインや、より空力性能が高いMリア・スポイラーを装備し、通常モデルとの差別化が図られている。
2020年6月8日、クリーン・ディーゼル・モデルの「xDrive20d」が追加導入された。既存グレードの「xDrive18d」よりパワーアップした、2.0L 直列4気筒ディーゼルエンジンを搭載し、8速スポーツATを組み合わせる。「xDrive」かつ「M Sport X」のみの設定となる。
2021年4月30日、仕様変更。「xDrive20d」に、ドライビング・アシスト・プラス、ACC（ストップ＆ゴー機能付）、電動フロント・シート、ワイヤレスチャージングが標準装備された。また、「M35i」に、ワイヤレスチャージングが標準装備された。併せて、既存のグレードが整理され、「sDrive18i」は「M Sport X」のみの設定となった。「xDrive18d」および「xDrive20i」は、全モデル廃止となった。
| F39（2018年 - 2023年）      | F39（2018年 - 2023年） | F39（2018年 - 2023年） | F39（2018年 - 2023年）        | F39（2018年 - 2023年） | F39（2018年 - 2023年） | F39（2018年 - 2023年） | F39（2018年 - 2023年） |
| グレード                    | 型式                   | 排気量（cc）           | エンジン                      | 最高出力(ps/rpm)       | 最大トルク(kgm/rpm)    | 変速機                 | 駆動方式               |
| --------------------------- | ---------------------- | ---------------------- | ----------------------------- | ---------------------- | ---------------------- | ---------------------- | ---------------------- |
| sDrive18i (2018年 - 2023年) | B38A15A                | 1,498                  | 直列3気筒DOHCターボ           | 140/4,600              | 22.4/1,480-4,200       | 7速DCT                 | 前輪駆動               |
| xDrive20i (2018年 - 2021年) | B48A20A                | 1,998                  | 直列4気筒DOHCターボ           | 192/5,000              | 28.6/1,350-4,600       | 8速AT                  | 四輪駆動               |
| xDrive18d (2019年 - 2021年) | B47C20B                | 1,995                  | 直列4気筒DOHCディーゼルターボ | 150/4,000              | 35.7/1,750-2,500       | 8速AT                  | 四輪駆動               |
| xDrive20d (2020年 - 2023年) | B47C20B                | 1,995                  | 直列4気筒DOHCディーゼルターボ | 190/4,000              | 40.8/1,750-2,500       | 8速AT                  | 四輪駆動               |
| M35i (2019年 - 2023年)      | B48A20E                | 1,998                  | 直列4気筒DOHCターボ           | 306/5,000              | 45.9/1,750-4,500       | 8速AT                  | 四輪駆動               |

## 2代目（U10型、2023年 - ）
2023年、欧州市場にて、フルモデルチェンジ。同時に、従来から設定のあるICEに加え、歴代初のBEV・iX2が登場した。
エクステリアは、正方形に近い大型のキドニー・グリル、環状のシグネチャーを2回繰り返すツイン・サーキュラーを進化させた、アダプティブLEDヘッドライト、水平方向のキャラクター・ライン、立体的なLEDリア・コンビネーション・ライトが、特徴的である。ドアノブの形状は、従来のグリップ式から、空力特性に優れたフラッシュ・ハンドルに改められた。
インテリアは、メーターパネルと、コントロール・ディスプレイを一体化させた「BMWカーブド・ディスプレイ」を、運転席側に傾けて配置した。従来のシフト・レバーと、iDriveコントローラーは廃止され、トグル・スイッチ式のギヤ・セレクターに置き換わった。また、センターコンソールには、Qi機能を備えたスペースも確保されている。なお、搭載されるiDriveのOSは、ID8から8.5へ、さらに、2024年までにID9に変更されている。
車両のキーを持たずとも、対応のスマートフォン、スマートウォッチを携行していれば、車両に近づくだけでロック解除、エンジン始動を可能にする「BMWデジタル・キー・プラス」や、AI技術を活用し、音声会話だけで車両の操作、情報へのアクセスが可能となる「BMWインテリジェント・パーソナル・アシスタント」を、新たに装備している。
ラゲッジ容量は、大人3名乗車時には560ℓ、40:20:40の分割可倒式リアシートを、全て倒すことで、最大1,470ℓにまで拡大することが可能である。
X2のパワートレインは、2.0L 直列4気筒DOHCガソリンエンジン「20i」「M35i」が用意される。トランスミッションは、6速MTが廃止され、全モデルに7速DCTが組み合わされる。欧州市場では、48Vマイルド・ハイブリッド・システムを搭載するモデルも用意される。
iX2のパワートレインは、最高出力190PS（140kW）、最大トルク247Nmを発揮する、2つの電気モーターを、前後に配置する「30」が用意される。後者のシステムトータルでの最高出力は200kW、最大トルクは494Nmであり、0-100km/hは5.6秒を誇る。ボディ床下に収納される、リチウムイオン電池のバッテリー容量は66.5kWhで、普通充電と急速充電（CHAdeMO）に対応している。
デザイン・ラインは、「Standard」および「M Sport」の2種類が用意される。「M Sport」には、可変容量ダンパーである、アダプティブMサスペンションが装備され、通常モデル比で、車高が20mm低くなる。
先進運転支援システム（ADAS）は、3眼の高性能カメラ&レーダーと、高性能プロセッサーを駆使する、新世代の「ドライビング・アシスト」を装備する。新たに、ハンズ・オフ機能付き渋滞運転支援機能、レーン・チェンジ・ウォーニング（車線変更警告システム）、衝突回避・被害軽減ブレーキ（事故回避ステアリング付）、クロス・トラフィック・ウォーニング、パーキング・アシスタント、リバース・アシスト機能などが追加されている。

### 日本での販売
2023年10月25日、X2・iX2が、同時に発表された。X2は、2.0L 直列4気筒エンジンを搭載する4WDモデル「xDrive20i」が、iX2は、2つの電気モーターを、前後に配置する4WDモデル「xDrive30」がラインアップされる。いずれも「xDrive」かつ「M Sport」のみが用意される。ガソリンモデル・右ハンドルのみの設定となる。
併せて、X2に、高性能モデル「M35i xDrive」が発表された。2.0L 直列4気筒ツインターボ・エンジンを搭載し、Mスポーツ・ブースト機能付き7速DCTを組み合わせる。右ハンドルのみの設定となる。さらに、フロント・アクセルに組み込まれた、機械式リミテッド・スリップ・デファレンシャル、アダプティブMサスペンションなどを装備し、Mパフォーマンス・モデルに相応しいパフォーマンスを発揮する。内外装においても、Mロゴ付きの垂直な二重バー装備のBMW Mキドニー・グリル、黒色仕上げのMエクステリア・ミラー・キャップ、4本出しのテール・パイプ、19インチMアロイ・ホイール、Mドア・シル・トリム、Mペダル、パドル・シフト付きMレザー・ステアリング・ホイール、照明付きMスポーツ・シートなどが装備され、通常モデルとの差別化が図られている。
| U10（2023年 - ）        | U10（2023年 - ）          | U10（2023年 - ） | U10（2023年 - ）          | U10（2023年 - ） | U10（2023年 - ）    | U10（2023年 - ） | U10（2023年 - ） |
| グレード                | 型式                      | 排気量（cc）     | エンジン/電気モーター     | 最高出力(ps/rpm) | 最大トルク(kgm/rpm) | 変速機           | 駆動方式         |
| ----------------------- | ------------------------- | ---------------- | ------------------------- | ---------------- | ------------------- | ---------------- | ---------------- |
| xDrive20i (2023年 - )   | B48A20P                   | 1,998            | 直列4気筒DOHCターボ       | 204/5,000        | 30.6/1,450-4,500    | 7速DCT           | 四輪駆動         |
| M35i xDrive (2023年 - ) | B48A20H                   | 1,998            | 直列4気筒DOHCツインターボ | 317/5,750        | 40.8/2,000-4,500    | 7速DCT           | 四輪駆動         |
| xDrive30 (2023年 - )    | HB0001N0(前) HB0002N0(後) | -                | 交流同期電動機            | 306/8,000        | 50.4/0-4,900        | 無段変速         | 四輪駆動         |